# 妙蓮寺 (横浜市都筑区)
妙蓮寺（みょうれんじ）は、神奈川県横浜市都筑区にある日蓮宗の寺院。山号は城根山。旧本山は身延山久遠寺、通師堀之内法縁。

## 歴史
九老僧（朗門の九鳳）の一人越中阿闍梨朗慶（-1366年没、法性寺開山。）が、康永3年（1344年）に草創した草庵。日耀（-1474年没）が長禄年間（1457年-1461年）に再興した。その後享禄3年（1530年）、現在地に移転した。

## 伽藍
- 本堂
- 祖師堂
- 妙蓮寺会館
- 山門
- 鐘楼

## 歴代
- 越中阿闍梨朗慶

## 参考資料
- 日蓮宗寺院大鑑編集委員会『宗祖第七百遠忌記念出版 日蓮宗寺院大鑑』大本山池上本門寺 (1981年)
- 「川和村 妙蓮寺」『新編武蔵風土記稿』 巻ノ87都筑郡ノ7、内務省地理局、1884年6月。NDLJP:763987/97。